# Maják

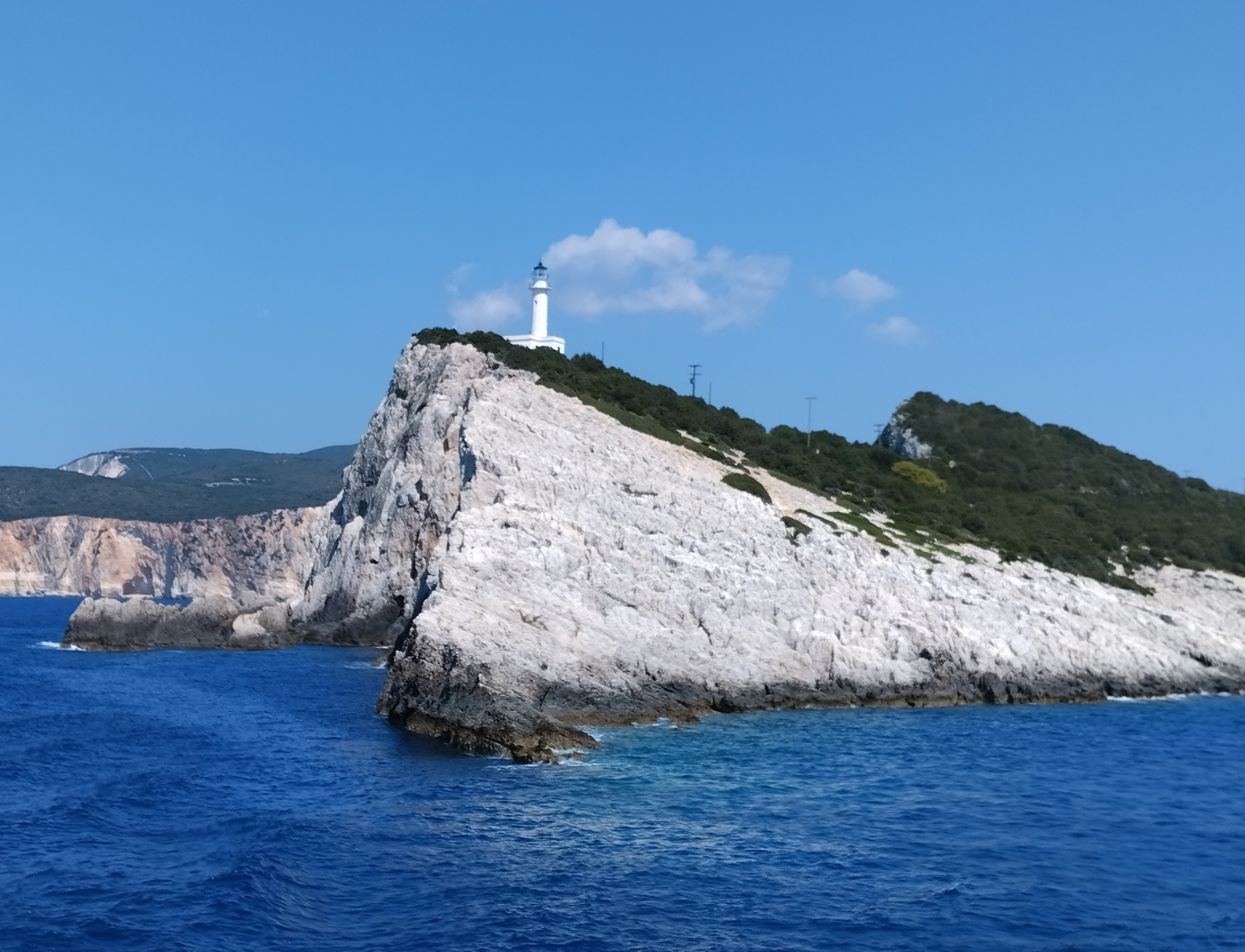
Maják Doukato v Řecku

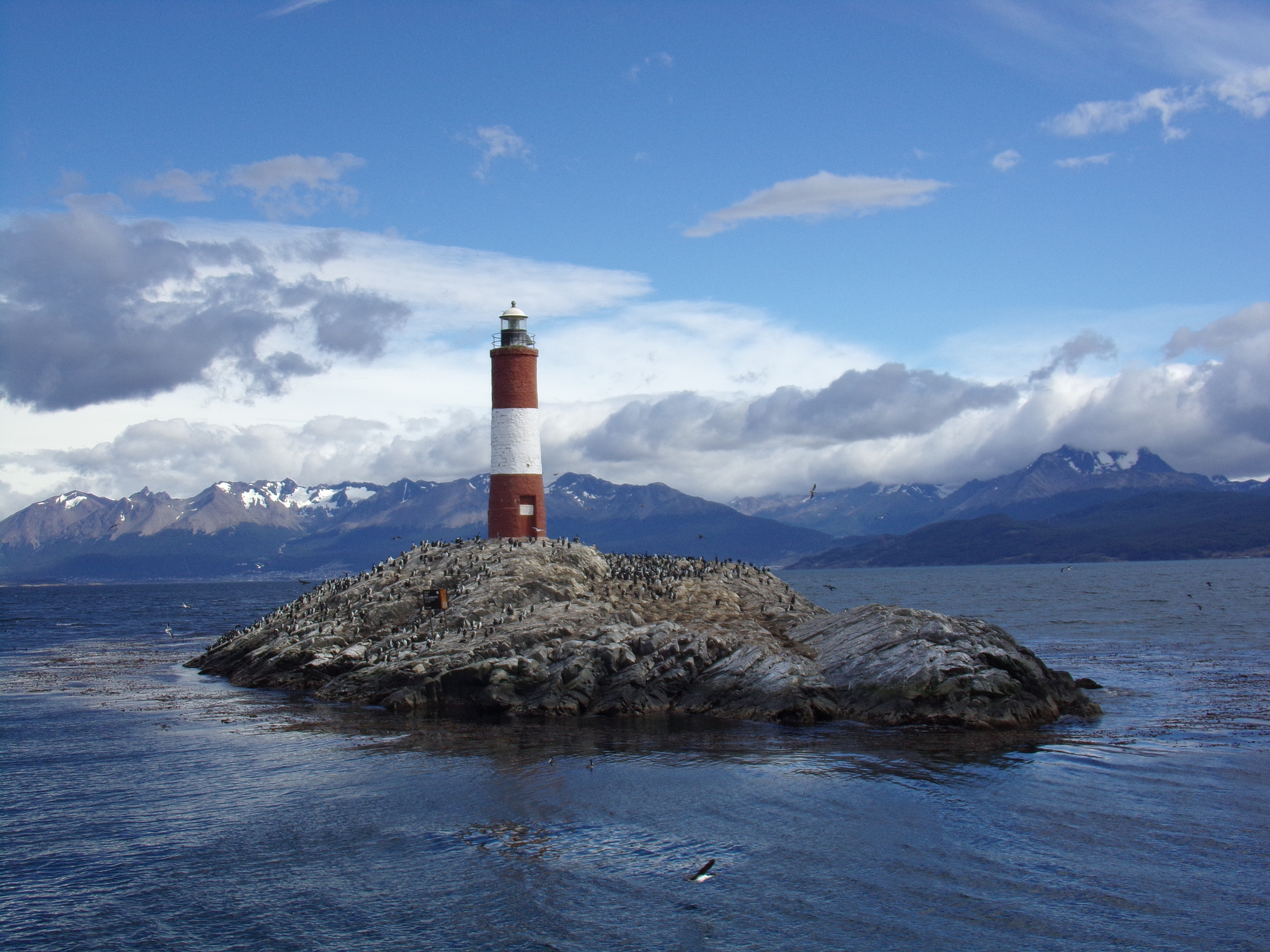
Maják na konci světa v Ushuaia, Argentina

Maják je budova, která slouží k navigaci lodí ve zrádných oblastech. Bývá to většinou věž, na jejímž vrcholu se nachází optická soustava, která vysílá paprsek světla na velké vzdálenosti a upozorňuje tak lodě na blížící se pevninu, či skaliska. Maják má tvar věže, aby byl vyvýšen nad hladinu moře a byl tak dobře viditelný na větší vzdálenosti. Často je stavěn na útesech, aby se ještě více zvětšila jeho výška. Světlo z majáku je viditelné až na vzdálenosti desítek kilometrů. Věda, která se majáky zabývá, se jmenuje farologie.
V dřívějších dobách byly majáky většinou osazeny stálou posádkou, která měla za úkol obsluhovat světelnou jednotku majáku, ale v dnešních dobách jsou majáky většinou modernizovány a automatizovány, takže obsluha není nadále potřebná.
Optická soustava majáku pracuje buď s reflektorem, Fresnelovou čočkou nebo kombinací obojího. Cílem těchto systémů je koncentrace světla do jednoho směru, zvýšení jeho intenzity a vzdálenosti, ze které lze maják pozorovat.

## Historie

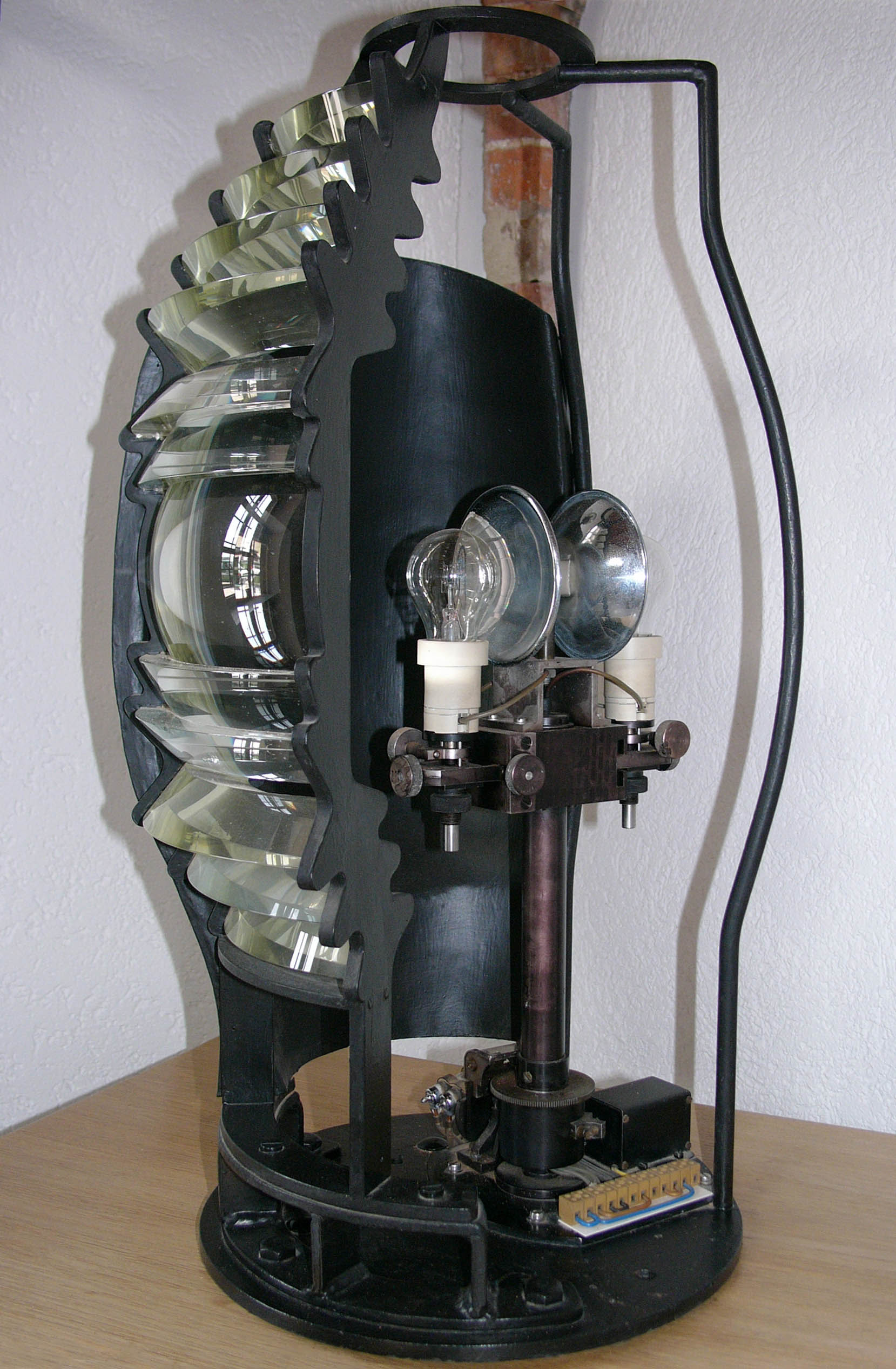
Průřez osvětlovacím tělesem s Fresnelovou čočkou – maják Loschen v německém Bremerhavenu

Nejstarší stavbou tohoto typu, o které se dochovaly písemné záznamy, byl maják na ostrově Faru. Římané postavili kolem 30 majáků ve Středomoří a na pobřeží Atlantského oceánu ve Španělsku a Francii. Byl to například maják v Ostii, Tour ďOrdre v Boulogne-sur-Mer nebo Herkulova věž v galicijském přístavu A Coruña, která dosud stojí. Po pádu Říše římské výstavba majáků v Evropě stagnovala, zatímco v Číně bylo pro tento účel vybudováno několik vysokých pagod (například roku 874 na řece Moa). V Itálii byl postaven první maják roku 1157 v Melorii a následovaly stavby v Benátkách, Messině a Janově. V 17. století nastal evropský rozmach majáků. V 18. a 19. století se postupně zlepšovala konstrukce věží. Vynález Augustina Fresnela zvýšil efektivnost osvětlení.

## Charakteristika
Vzhledem k tomu, že v některých případech je vidět několik majáků najednou, mají majáky různou barvu světla a charakteristiku záblesků. Tyto informace lze porovnat s námořní mapou nebo soupisem světel. Soupis světel navíc obsahuje i popis majáku pro jeho identifikaci ve dne. Následující tabulka uvádí základní charakteristiky:
| Značka     | Popis charakteristiky |
| ---------- | --- |
| F          | Pevné světlo. Maják s touto charakteristikou svítí stále.                                                                                    |
| Iso        | Tento maják má stejně dlouhou dobu záblesku jako dobu kdy nesvítí. Například Iso3s je maják, který tři sekundy svítí a tři sekundy je potmě. |
| Q nebo QFl | Rychle blikající maják, tento maják má dobu záblesku do dvou sekund.                                                                         |
| LFl        | Maják, jehož světlo je rozsvíceno delší dobu než je zhasnuto.                                                                                |

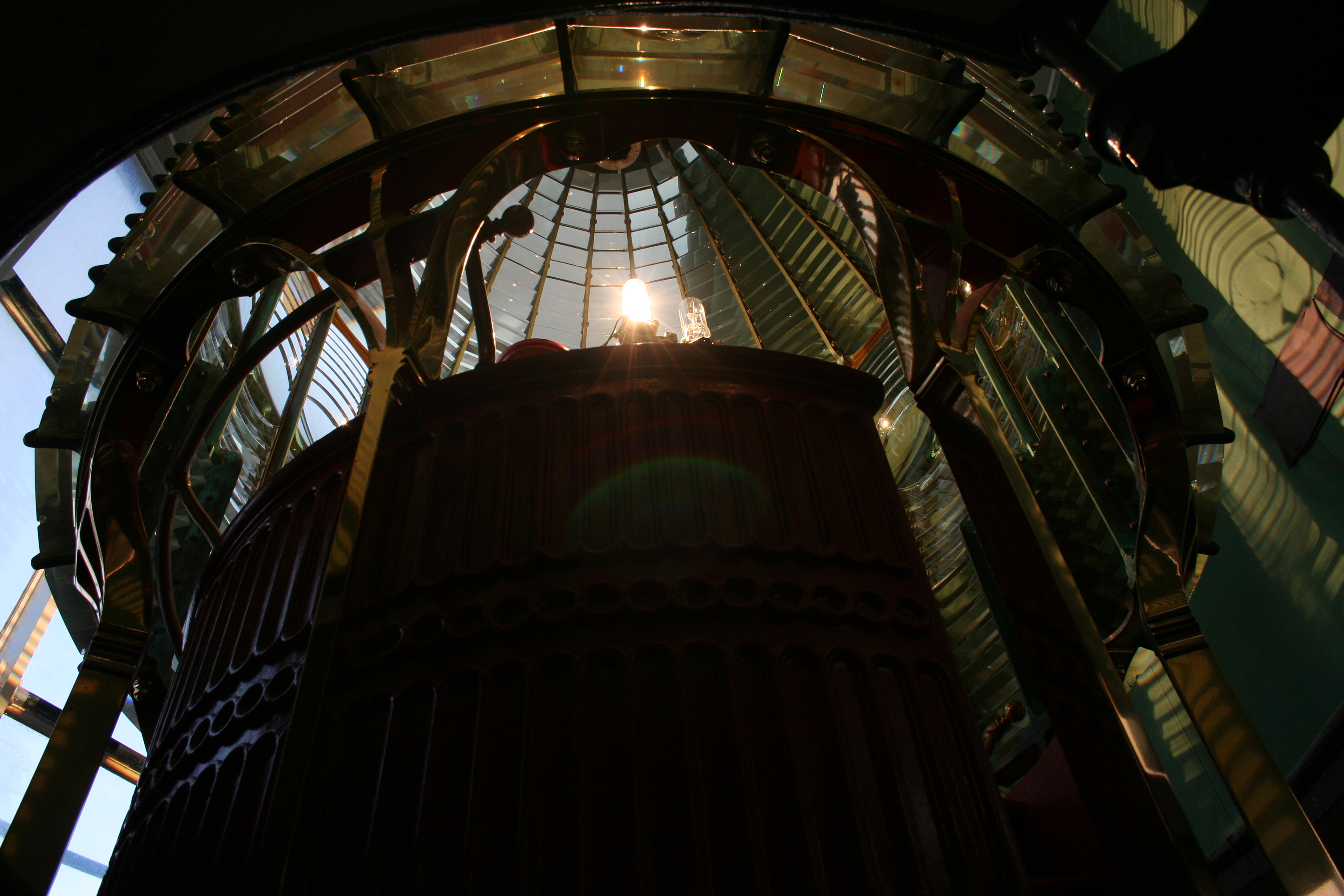
Optická soustava majáku na Point Reyes v Kalifornii postaveného v roce 1870

Pobřežní majáky jsou umisťovány velmi vysoko a mají velmi silné zdroje světla, většinou bílé barvy, takže jsou viditelné z velkých vzdáleností. Slouží především k orientaci při přibližování k pobřeží, z toho důvodu bývají většinou stavěny na místně významných bodech (např. nejvíce do moře vybíhající výčnělky skal).
Majáky sloužící k lokální navigaci jsou nižší a jejich zdroje světla jsou menší. Tyto majáky se dále dělí na sektorové majáky a liniová světla. Sektorový maják svítí do různých směrů různými barvami a většinou bílé světlo značí bezpečný sektor, zatímco červená a zelená barva značí odchylku od správného kursu na levobok nebo pravobok. Světla v linii slouží k navigaci úzkými kanály. Jedná se o dva majáky stejné charakteristiky umístěné za sebou v různé výšce. V případě, že jsou vidět nad sebou, projíždí loď kanálem správně, jinak se nachází mimo plavební dráhu. O praktickém použití liniových světel se můžete dočíst například v dětské dobrodružné knize Boj o ostrov od Arthura Ransome.
Mimo majáků jsou používány také majákové lodě a majákové plošiny (LANBY - Large Navigational Buoy). Jedná se o lodě, respektive větší konstrukce, stabilně ukotvené na moři vybavené světelným zdrojem. Suplují funkci majáku tam, kde maják umístit nelze, a kde není vhodné použít bóji, například pro zajišťování navigačních bodů pro TSS (Traffic Separation Scheme).
Majáky se nachází na pobřeží moří, splavných jezerech (např. Storoženský maják, Maják Split Rock) a na splavných úsecích řek. Na Vltavě je jediný maják na spodním výběžku Libeňského ostrova v Praze 8.